# Protammodytes
Genre
Protammodytes est un genre de poissons de la famille des Ammodytidae.

## Liste des espèces
Selon FishBase (30 janv. 2016) et World Register of Marine Species (30 janv. 2016) :
- Protammodytes brachistos, Ida, Sirimontaporn & Monkolprasit, 1994
- Protammodytes sarisa, Robins & Böhlke, 1970
- Protammodytes ventrolineatus Randall & Ida, 2014